# Enriques-Kodairova razvrstitev ploskev
Enriques-Kodairova razvrstitev ploskev je razvrstitev kompaktnih kompleksnih ploskev v deset razredov. V vsakem od teh razredov se lahko ploskve parametrizirajo s prostorom modulov.
Prvi je opisal razvrstitev kompleksnih projektivnih ploskev italijanski matematik Federigo Enriques (1871 – 1946). Pozneje je japonski matematik Kunihiko Kodaira (1915 – 1997) razširil razvrstitev tako, da je lahko vključil še nealgebrske kompaktne ploskve.

## Način razvrstitve
Enriques-Kodairova razvrstitev kompaktnih kompleksnih ploskev je osnovana na trditvi, da vsaka minimalna nesingularna kompaktna kompleksna ploskev spada v eno izmed desetih skupin. Te skupine so
- racionalne ploskve
- linearne ploskve (genus večji od 2)
- ploskve tipa VII
- ploskve K3
- Enriquesove ploskve
- Kodairove ploskve
- torične ploskve
- hipereliptične ploskve
- kvazieliptične
- splošni tip ploskev